# 2000年夏季残疾人奥林匹克运动会韩国代表团
2000年夏季残疾人奥林匹克运动会韩国代表团是韩国派出的2000年夏季残疾人奥林匹克运动会代表团。获得18枚金牌、7枚银牌和7枚铜牌。